# Santa María Yavesía
Santa María Yavesía là một đô thị thuộc bang Oaxaca, México. Năm 2005, dân số của đô thị này là 409 người.